# Alianță electorală

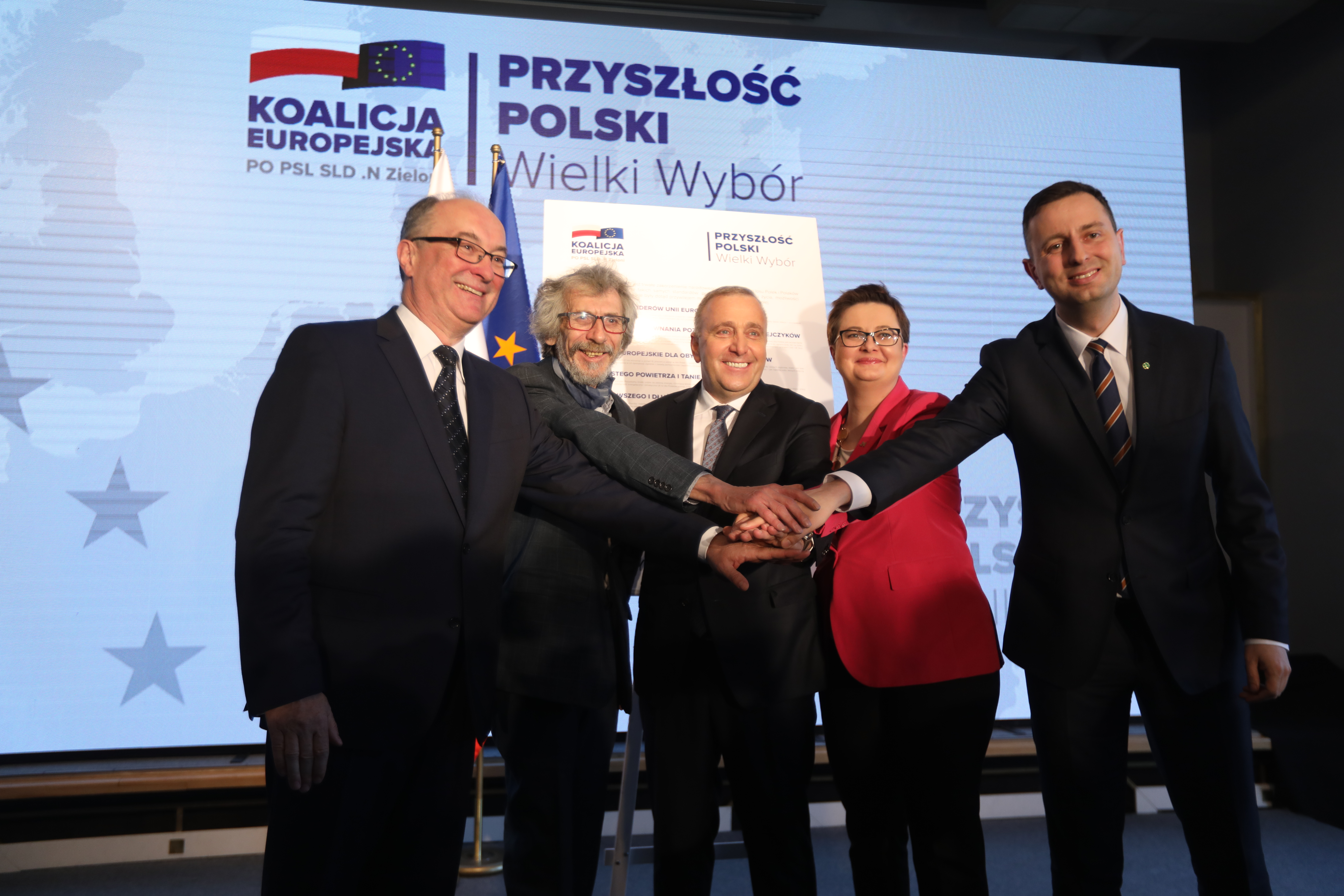
Liderii coaliției electorale din Polonia (Coaliția Europeană din 2019)

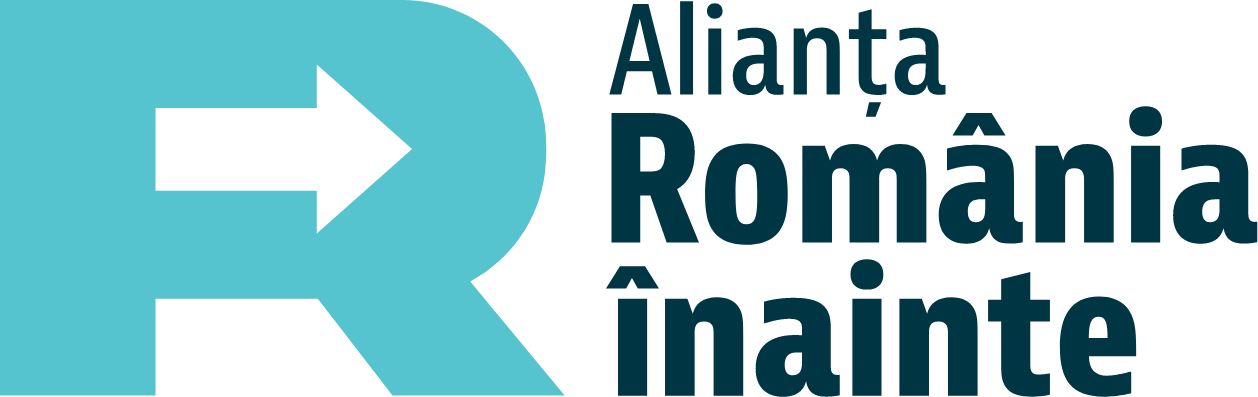
Alianța electorală „România Înainte” între PSD-PNL-UDMR din 2025

Alianța electorală (numită și pact, bloc sau coaliție electorală) este o asociere între partide politice sau politicieni, formată exclusiv pentru a participa la alegeri. 
Deși păstrează politici proprii, partidele aleg să colaboreze pentru obiective comune, unindu-și voturile pentru a obține mandate. Uneori, alianțele sunt motivate mai degrabă de opoziția față de un candidat sau partid, decât de unirea ideologică.
Spre deosebire de coalițiile post-electorale, partidele dintr-o alianță electorală nu candidează unele împotriva altora și își susțin reciproc candidații. În unele cazuri, partidele mai mici pot candida sub sigla unui partid mai mare, iar aleșii lor pot face parte din aceleași grupuri parlamentare sau guvernamentale. Dacă alianța continuă după alegeri, ea poate evolua într-un grup parlamentar.
Prin sprijinirea unui candidat al unui partid major, formațiunile minore pot influența programul acestuia.

## Țările de Jos
În Țările de Jos, locurile în parlament sunt alocate conform metodei D'Hondt, un sistem de reprezentare proporțională care tinde să favorizeze partidele mari. Lijstverbinding (română conexiune la listă) sau kartel (română cartel) permitea ca două partide să-și cumuleze voturile în calculul repartizării mandatelor, fiind tratate ca un singur partid mai mare în procesul de atribuire a locurilor.
Între anii 1973 și 2017, alegerile permiteau alianțe electorale între două partide, prin care acestea puteau depune o listă comună de candidați. Această practică a fost eliminată în iunie 2017, după ce fusese deja eliminată anterior pentru alegerile pentru Senat.
De obicei, partidele dintr-o alianță electorală erau înrudite ideologic, de exemplu, la algerile generale din 2003, Partidul Socialist și Stânga Verde au format un lijstverbinding.